# Bombardier CRJ Series
I Bombardier CRJ (Canadair Regional Jet) sono una famiglia di aerei di linea bimotori utilizzati su rotte regionali oppure di bassa affluenza di passeggeri prodotto a partire dal 1991 da Bombardier e a partire dal 2020 da Mitsubishi Heavy Industries.

## Storia del progetto

### Sviluppo
Nel 1980 Canadair intraprese la realizzazione di una versione allungata del CL-600 in grado di trasportare fino a 50 passeggeri denominata CL-610E, ma il suo sviluppo venne interrotto l’anno successivo. Nel 1987, in seguito all’acquisizione di Canadair da parte di Bombardier, il progetto venne ripreso e rinominato Canadair Regional Jet. Il primo di tre prototipi del CRJ effettuò il suo primo volo sull'Aeroporto Internazionale di Montréal-Pierre Elliott Trudeau il 10 maggio 1991. La sua entrata in servizio avvenne con la compagnia Lufthansa CityLine il 29 ottobre 1992. Il 26 luglio 1993 il primo prototipo venne perso in un incidente durante un volo di prova.
La versione -100 venne prodotta in versione standard, ER (Extended Range) e LR (Long Range); la versione -200 è identica alla -100 ma dotata di motori che consentono di avere un consumo di combustibile inferiore e più alte velocità di crociera.

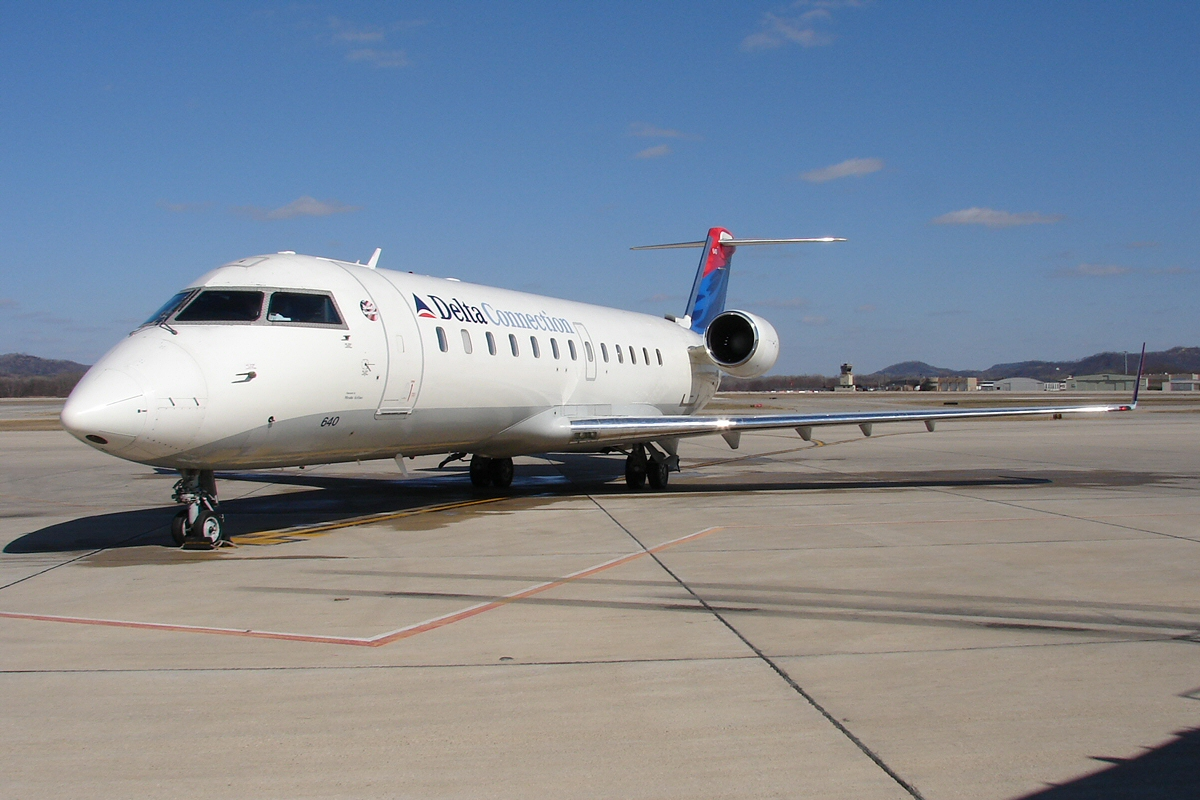
Un CRJ-200LR in servizio per Delta Connection

Dato il successo riscosso dai primi modelli del CRJ e il fallimento dell’acquisizione di Fokker da parte di Bombardier, nel 1995 è stato avviato il progetto di una versione denominata CRJ-X e successivamente CRJ-700 che potesse competere con i Fokker F70/F100 e i British Aerospace BAe 146 prevedendo un allungamento della fusoliera, nuovi motori e ali più grandi. Il primo prototipo del CRJ-700 fece il suo primo volo il 27 maggio 1999, mentre il primo esemplare venne consegnato nel 2001 alla francese Brit Air. Per assemblare le versioni allungate venne avviata una nuova linea di produzione presso l’aeroporto Internazionale di Montréal-Mirabel.
Come conseguenza di difficoltà finanziarie e dell’ingresso sul mercato dei più efficienti Embraer E-Jets, nel 2004 Bombardier ridusse la produzione dei CRJ-100 e -200 per concentrarsi sulle versioni -700 e -900. La produzione del CRJ-100 e -200 è stata interrotta definitivamente nel 2006.
Nel 2007 è stato lanciato il CRJ-1000, una versione ulteriormente allungata in grado di trasportare fino a 100 passeggeri ed è stato presentato il CRJ-900 NextGen, modifica efficientata della versione -900 che comporta un risparmio di combustibile, seguita nel 2008 dal CRJ-700 NextGen. Il 28 luglio 2009 il CRJ-1000 ha compiuto il suo primo volo.

### Vendita a Mitsubishi Heavy Industries
Nel novembre 2018 Bombardier ha venduto il CSeries ad Airbus e il Q-Series a Viking Air e ha avviato valutazioni per rendere profittevole il CRJ; il 25 giugno 2019 è stato annunciato che Mitsubishi Heavy Industries e Bombardier avevano avviato i contatti per la vendita della licenza del CRJ e per concedere la produzione, la manutenzione e le vendite del velivolo, oltre che tutte le strutture di servizio correlate, a Mitsubishi Aircraft Corporation dopo che nella seconda metà degli anni '90 un tentativo di partecipazione di MHI nel CRJ era fallito.
Il 1 giugno 2020 Bombardier ha ufficializzato la conclusione dell’affare per un valore di circa $550 milioni; MHI ha annunciato che non avrebbe accettato nuovi ordini, limitando la produzione agli ultimi esemplari da consegnare per concentrare i suoi sforzi nella produzione del Mitsubishi SpaceJet, concepito come concorrente del CRJ.
Il 28 febbraio 2021 è stato consegnato l’ultimo esemplare, un CRJ-900 destinato a SkyWest Airlines da operare per Delta Connection.

## Tecnica

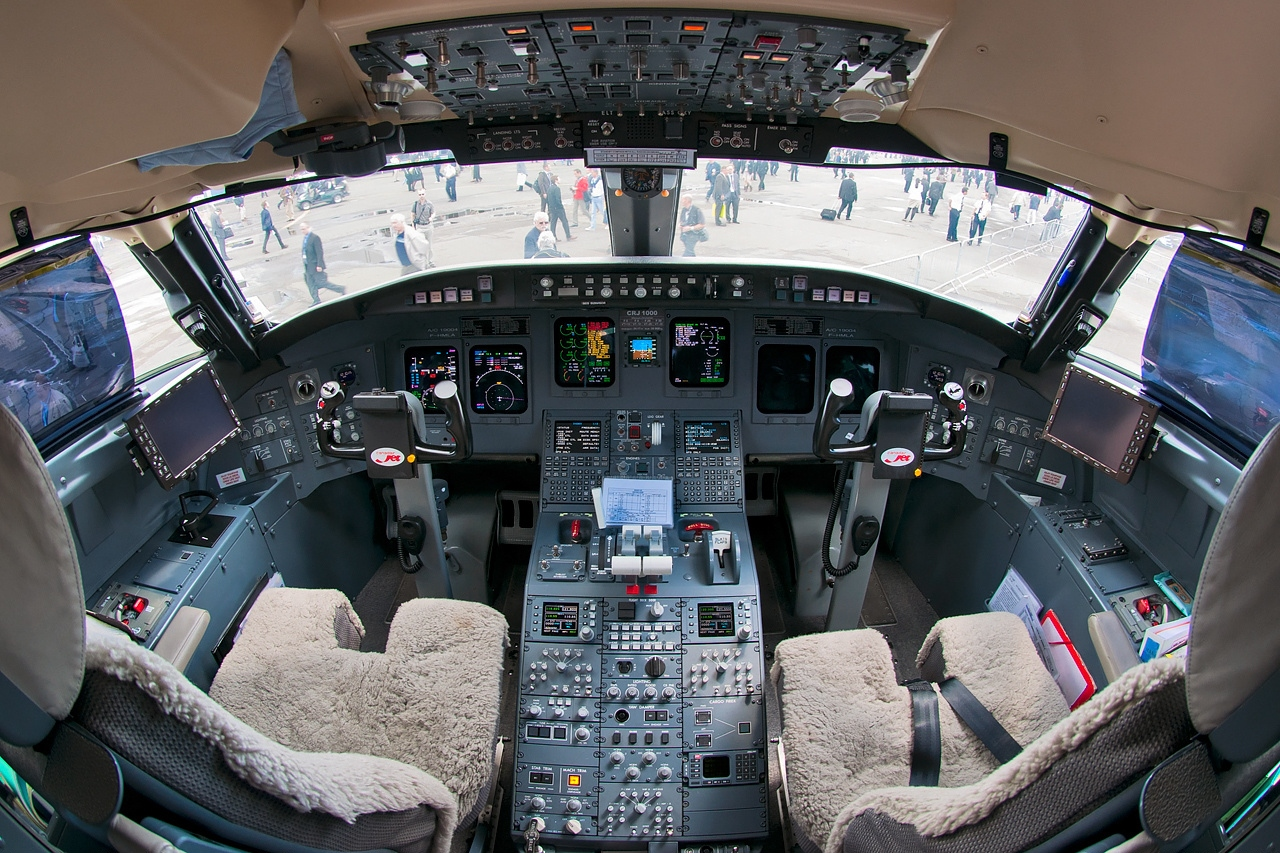
Cabina di pilotaggio di un CRJ-1000 NextGen

I CRJ-100 e -200 sono derivati direttamente dal CL-600 allungandone la fusoliera di 5,92 m collocando due sezioni di fusoliera davanti e dietro le ali e ridisegnandone ali e carrello per compensare l'aumento di peso massimo al decollo. Il CRJ-700 ha una fusoliera allungata di circa 5,5 m rispetto al CRJ-100 e un'ala ridisegnata e dotata di slat; ulteriori slat sono stati aggiunti sul CRJ-900.
I CRJ-100 sono equipaggiati con due turbofan General Electric CF34-3A1, i CRJ-200 con due CF34-3B1 che consentono un minore consumo di combustibile. I CRJ-700 erano inizialmente equipaggiati con due CF34-8C1 in seguito sostituiti da due CF34-8C5, già in servizio sui CRJ-900, in grado di erogare una spinta sensibilmente maggiore rispetto ai primi.
Gli aerei della famiglia CRJ condividono lo stesso cockpit consentendo ai piloti di conseguire un unico type rating valido per tutte le versioni e di passare ad un'altra versione con un corso di tre giorni, ad eccezione della versione -1000 che richiede un type rating diverso.

## Impiego operativo

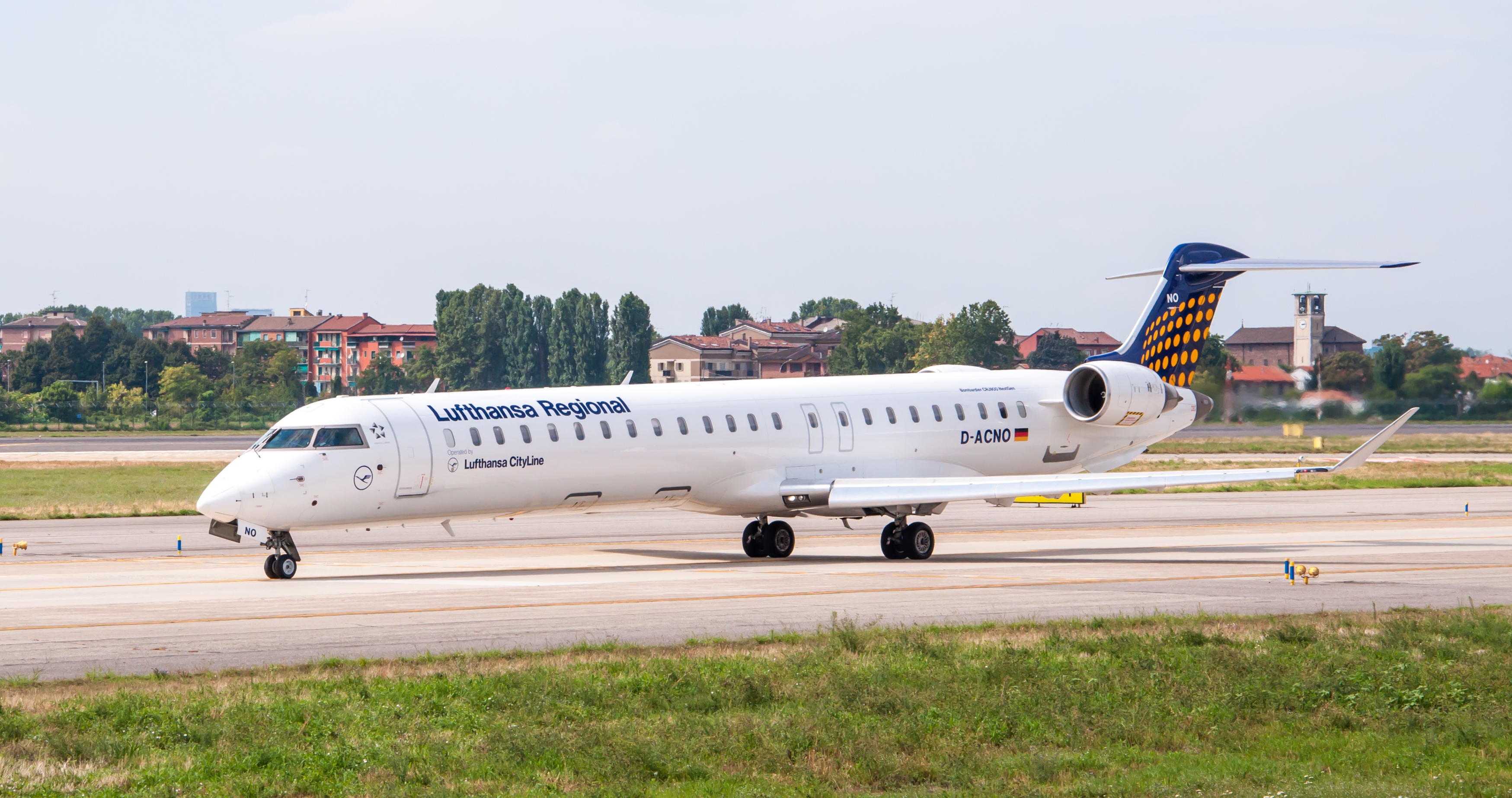
Bombardier CRJ-900LR NextGen all'Aeroporto di Milano Linate

Il primo CRJ-100 entrò in servizio con Lufthansa CityLine nel 1992. Le prime versioni trovarono grande diffusione in Nord America, dove aveva preso piede il modello di rete hub and spoke, in quanto a differenza dei narrow body tradizionali i CRJ possono atterrare anche su piccoli aeroporti secondari.
Nel 1999 Bombardier annunciò quella che fu la sua più grande commessa fino ad allora da parte di Northwest Airlines per 54 CRJ-200LR con altri 70 in opzione per un valore complessivo di $1,3 miliardi. Fino al 2001 erano stati consegnati 272 CRJ su un totale di 516 ordini. In aprile 2002 Delta Connection  ordinò 500 tra CRJ-200 e -700 per complessivi $10 miliardi; a giugno 2003 la compagnia operava una flotta di 223 CRJ.
A causa dell’inconvenienza degli aerei da 50 posti e della concorrenza di Embraer, dopo il 2010 è iniziata una rapida dismissione delle versioni -100 e -200; a causa dell’obsolescenza del modello; a causa della sua abbondanza nel mercato nordamericano il valore di mercato degli ultimi modelli prodotti nel 2006 è passato da $22 milioni a $2 milioni.
Secondo Bombardier, nel 2015 oltre il 20% dei movimenti di aeromobili nel Nord America coinvolgeva un aereo della serie CRJ.

### Incidenti
- Il 26 luglio 1993 un CRJ-100, registrato C-FCRJ, è precipitato vicino a Wichita durante un volo di collaudo a causa di una perdita di controllo e del conseguente stallo causando la morte dei 3 occupanti.[14]
- Il 22 giugno 2003 il CRJ-100ER F-GRJS di Brit Air operante il volo Air France 5672 ha impattato contro il suolo a 2 km dall’Aeroporto di Brest Bretagna a causa di raffiche di vento che lo hanno fatto deviare dal glide slope, causando la morte del comandante e il ferimento del primo ufficiale e di 2 dei 21 passeggeri.[15]
- Il 21 novembre 2004 il volo China Eastern Airlines 5210, operato dal CRJ-200LR B-3072, è precipitato poco dopo il decollo dall'aeroporto di Baotou a causa di ghiaccio sulle ali uccidendo tutti i 53 occupanti e due persone a terra.[16]
- Il 27 agosto 2006 il volo Comair 5191, operato dal CRJ-100ER N431CA, si è schiantato durante il decollo da una pista errata del Blue Grass Airport di Lexington a causa del superamento della fine della pista causando la morte di 49 occupanti e il ferimento del primo ufficiale, unico sopravvissuto.[17]
- Il 7 luglio 2008 il CRJ-701ER N706EV di Delta Connection, in fase di manutenzione, ha travolto due CRJ-200ER, N916EV e N975EV dopo che il motore sinistro erogò una spinta sufficiente a fare uscire l’aereo dai cunei causando la dismissione dell’aereo investitore a causa dei danni riportati.[18]
- Il 12 novembre 2009 il volo RwandAir 205, operato dal CRJ-100ER 5Y-JLD, si è schiantato contro il terminal VIP dell’aeroporto di Kigali-Gregoire a causa del blocco della manetta sinistra causando la morte di un passeggero su 15 occupanti complessivi.[19]
- Il 4 aprile 2011 un CRJ-100ER di Georgian Airways, registrato 4L-GAE, operante per l'ONU si è schiantato in fase di atterraggio presso l’aeroporto di N'djili a Kinshasa in condizioni di meteo avverso uccidendo 32 dei 33 occupanti.[20]
- Il 29 gennaio 2013 il CRJ-200ER registrato UP-CJ006 operante il volo SCAT Airlines 760 si è schiantato durante l’avvicinamento all'aeroporto di Almaty a causa di nebbia uccidendo i 21 occupanti.[21]
- L'8 gennaio 2016 il volo West Air Sweden 294, operato dal CRJ-200PF SE-DUX si è schiantato nel parco nazionale Padjelanta a causa della lettura errata di indicazioni di quota causando la morte dei due piloti.[22]
- Il 20 aprile 2023 il volo Rwandair WB464, a Nairobi un Bombardier CRJ-900, targa 9XR-WI è scivolato fuori pista all'atterraggio e ha virato subito fuori pista, fermandosi con tutta l'attrezzatura sul terreno soffice. Tutti i 60 passeggeri sono sbarcati senza riportare ferite.
- Il 24 luglio 2024, un CRJ-200 della compagnia nepalese Saurya Airlines (marche 9N-AME)  si è schiantato poco dopo il decollo da Katmandu. Dei 19 passeggeri a bordo (tutti addetti e tecnici della compagnia), solo il comandante è sopravvissuto.
- Il 29 gennaio 2025, un CFJ700 della compagnia regionale PSA stava operando il volo AA5342 da Wichita all"Aeroporto Nazionale di Washington-Ronald Reagan per conto di American Airlines. L’incidente è avvenuto quando il velivolo era in fase di atterraggio e si è scontrato con un elicottero militare USA Black Hawk.
- Il 18 febbraio 2025, un Bombardier CRJ-900 della Delta Air Lines si è schiantato in Canada durante una fase di atterraggio. Secondo quanto riportato dalla CNN, il velivolo, operante come volo regionale, ha subito danni significativi dopo un brusco impatto con la pista. Al momento non sono state confermate vittime, ma diversi passeggeri sono stati trasportati in ospedale per accertamenti. Le autorità canadesi e l'NTSB statunitense hanno avviato un'indagine per determinare le cause dell'incidente.

## Varianti

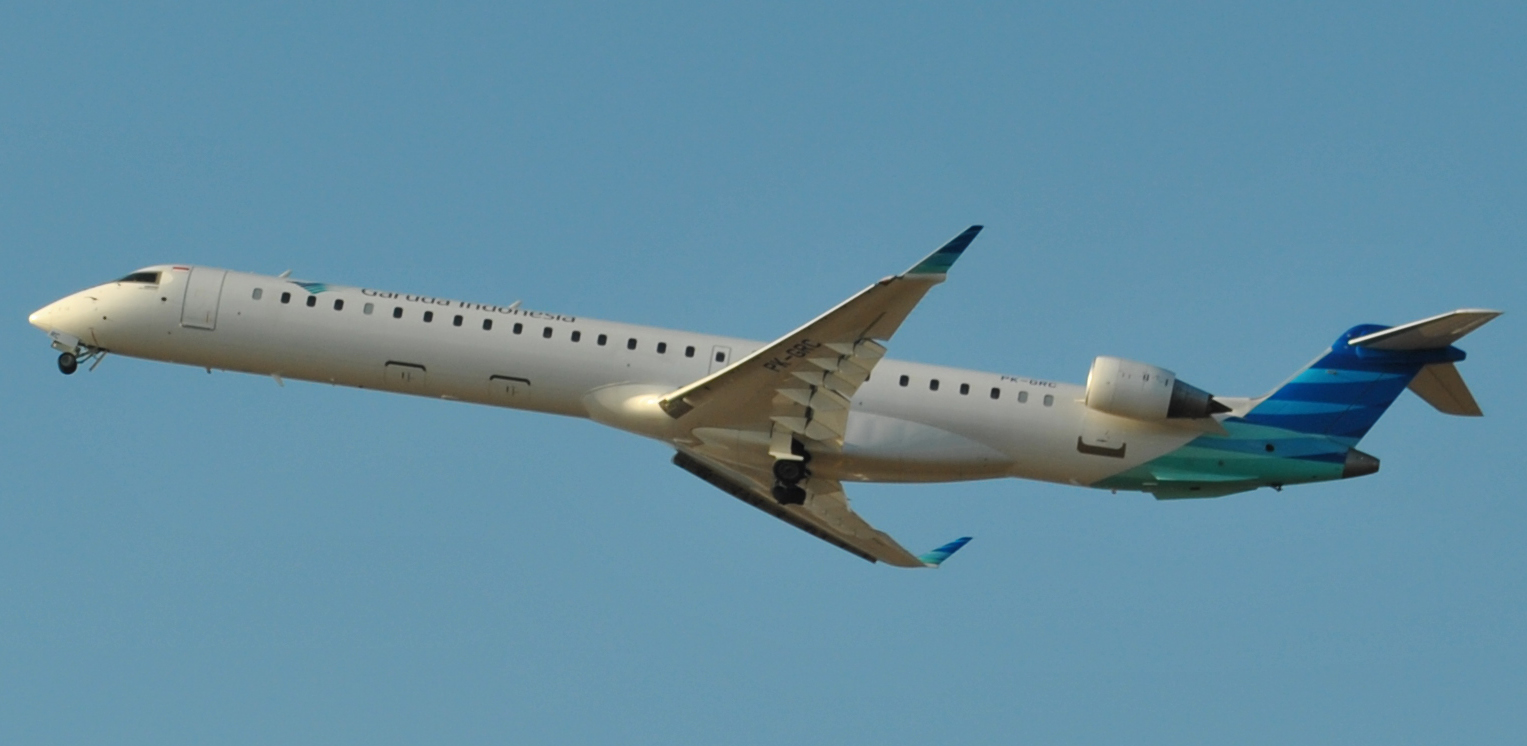
Un Bombardier CRJ-1000 decollato dall'aeroporto di Tuban, in Indonesia.

- CRJ-100: versione originale da 50 posti con due CF34-3A1
- CRJ-100ER: versione con autonomia aumentata del 20%
- CRJ-100LR: versione con autonomia aumentata del 40%
- CRJ-100PF: pacchetto per versione cargo compatibile con tutte le versioni -100[23]
- CRJ-100SF: pacchetto convertibile passeggeri-cargo dotato di portellone di carico[24]
- CRJ-200: identico al CRJ-100 ma con due CF34-3B1
- CRJ-200ER: identico al CRJ-100ER salvo i motori
- CRJ-200LR: identico al CRJ-100LR salvo i motori
- CRJ-200PF: identico al CRJ-100PF salvo i motori
- CRJ-200SF: identico al CRJ-100SF salvo i motori
- CRJ-440: versione certificata per 44 posti per risultare compatibile con il mercato americano
- CRJ-700/701/702: versioni da 68/70/78 posti
- CRJ-700/701/702ER: versioni da 68/70/78 posti con autonomia aumentata
- CRJ-700/701/702LR: versioni da 68/70/78 posti con ulteriore autonomia
- CRJ-550: versione da 50 posti in tre classi basata sul CRJ-700 in servizio dal 2019
- CRJ-900: versione da 76-90 posti
- CRJ-705: identico al CRJ-900 ma con capienza fino a 75 posti destinato al mercato delle compagnie regionali nordamericane
- CRJ-1000: versione da 100 posti
- Challenger 800: versione bizjet basata sul CRJ-200
- Challenger 870: versione bizjet basata sul CRJ-700

## Dati tecnici
| Dati                          | CRJ-100/200                           | CRJ-700                               | CRJ-900                               | CRJ-1000                              |
| ----------------------------- | ------------------------------------- | ------------------------------------- | ------------------------------------- | ------------------------------------- |
| Codice ICAO                   | CRJ1/CRJ2                             | CRJ7                                  | CRJ9                                  | CRJX                                  |
| Equipaggio                    | 2 piloti, da 1 a 3 assistenti di volo | 2 piloti, da 1 a 3 assistenti di volo | 2 piloti, da 1 a 3 assistenti di volo | 2 piloti, da 1 a 3 assistenti di volo |
| Passeggeri                    | 50                                    | 66-78                                 | 76-90                                 | 97-104                                |
| Lunghezza                     | 26,77 m                               | 32,3 m                                | 36,2 m                                | 39,1 m                                |
| Altezza                       | 6,22 m                                | 7,6 m                                 | 7,5 m                                 | 7,5 m                                 |
| Apertura alare                | 21,21 m                               | 23,2 m                                | 24,9 m                                | 26,2 m                                |
| Superficie alare              | 48,35 m²                              | 70,6 m²                               | 71,1 m²                               | 77,4 m²                               |
| Diametro della fusoliera      | 2,69 m                                | 2,69 m                                | 2,69 m                                | 2,69 m                                |
| MTOW                          | 23 133 kg (ER) 24 041 kg (LR)         | 34 019 kg                             | 38 330 kg                             | 41 640 kg                             |
| OEW                           | 14 016 kg                             | 20 069 kg                             | 21 845 kg                             | 23 188 kg                             |
| Massimo carico utile          | 5 942 kg                              | 8 190 kg                              | 10 247 kg                             | 11 996 kg                             |
| Peso massimo del combustibile | 6 489 kg                              | 8,888 kg                              | 8,888 kg                              | 8,822 kg                              |
| Motori (x2)                   | GE CF34-3A1/3B1                       | GE CF34-8C5B1                         | GE CF34-8C5                           | GE CF34-8C5A1                         |
| Spinta al decollo (x2)        | 38,84 kN                              | 56,4 kN                               | 59,4 kN                               | 60,6 kN                               |
| Velocità di crociera          | Mach 0,74                             | Mach 0,78                             | Mach 0,78                             | Mach 0,78                             |
| Velocità massima              | Mach 0,81                             | Mach 0,825                            | Mach 0,82                             | Mach 0,82                             |
| Autonomia                     | 2 491 km (ER) 3 148 km (LR)           | 2 593 km                              | 2 871 km                              | 3 056 km                              |
| Quota di tangenza             | 41 000 ft/12 500 m                    | 41 000 ft/12 500 m                    | 41 000 ft/12 500 m                    | 41 000 ft/12 500 m                    |

## Velivoli comparabili
Brasile
- Embraer ERJ
- Embraer E-Jets

 Cina
- Comac ARJ21

 Giappone
- Mitsubishi SpaceJet

 Regno Unito
- British Aerospace BAe 146

 Paesi Bassi
- Fokker F70
- Fokker F100

 Russia
- Sukhoi Superjet 100
- Tupolev Tu-334

  Russia-Ucraina
- Antonov An-148

 Stati Uniti
- Fairchild-Dornier 728 family